# 深海鈍吻鼬魚
深海鈍吻鼬魚（学名：Holcomycteronus aequatoris），又名深海鈍吻鼬鳚、鼬魚，为鼬魚科鈍吻鼬鳚屬下的一个种。